# Borís Dumenko
Borís Mokéyevich Dumenko (del ruso: Бори́с Моке́евич Думе́нко) fue un comandante de caballería del Ejército Rojo en tiempos de la Guerra civil rusa, organizador de la caballería del ejército.

## Biografía
Nació el 18 de enero de 1888 en el jútor Kazachi Jotumets, en una familia campesina de origen ucraniano (inogorodniye. "forastero", campesino sin tierras) en el Óblast de la Hueste Cosaca del Don. Desde su infancia estuvo como manadero al cuidado de los caballos, trabajando más tarde en un criadero. Participó en la Primera Guerra Mundial, sirviendo en unidades de artillería y, desde 1917 tuvo el grado de sargento de caballería (chin).
Al volver del frente, formó a principios de 1918 uno de los primeros destacamentos montados campesinos, que combatía a los cosacos por la tierra y el establecimiento del poder soviético en el Don. Desde abril de ese año estuvo al mando del Batallón Combinado del Regimiento de Caballería Montada Campesina Socialista. Su buen conocimiento de los caballos, su capacidad organizativa, su valor personal, su habilidad en el manejo del sable con ambas manos, así como sus frecuentes victorias, hicieron que su popularidad aumentase entre la población campesina del Don. Esto le permitió unir a varios destacamentos de caballería en la región bajo su mando (Semión Budionni era líder de uno de ellos y se convirtió en su ayudante). Los cosacos, en venganza, asesinaron a la esposa de Dumenko, tras lo que éste añadió "de castigo" al nombre del batallón.
En la serie de combates contra el Ejército del Don en la segunda mitad de 1918, Dumenko encabezó a los diversos regimientos que formarían el Frente del Sur de la Guerra Civil Rusa del Ejército Rojo regular. En septiembre fue nombrado comandante de la 1.ª Brigada de Caballería del Don, y, en diciembre, de la 1.ª División de Caballería Combinada del 10.º Ejército. El 2 de marzo de 1919 fue uno de los primeros condecorados con la Orden de la Bandera Roja, junto con Yuri Sablin.
En enero de 1919 fue nombrado comandante de la 4.ª División de caballería de Petrogrado, y en abril, ayudante del jefe del estado mayor del 10.º Ejército, mientras que en mayo pasó a dirigir el flanco izquierdo del mismo. El 25 de mayo de ese año fue gravemente herido de bala en una gran batalla de caballería junto al río Sal, por lo que fue evacuado a Sarátov, donde fue operado por el profesor Serguéi Spasokukotski. Budionni sería promovido en el mando de la división.
En julio de 1919, a pesar de los informes de Spasokukotski que afirmaban que necesitaría dos años para recuperarse, Dumenko regresó al regimiento. A finales de verano, todo el óblast del Don se hallaba ocupado por los blancos, de modo que el 10.º Ejército tuvo que abandonar Tsaritsyn. El 14 de septiembre, Dumenko era nombrado jefe del nuevamente formado Cuerpo Combinado de Caballería (integrado por la 1.ª Brigada de Partisanos, la 2.ª Brigada Montañesa y la 3.ª Brigada de Caballería del Don), que agrupaba a las diferentes unidades de caballería militar.
Entre septiembre y diciembre de 1919, esta unidad, integrada en el Frente del Sudeste, logró varias victorias sobre las caballerías del Ejército del Don y del Ejército del Cáucaso de las Fuerzas Armadas del Sur de Rusia, haciendo prisioneros a unos mil combatientes y capturando una gran cantidad de suministros militares (ametralladoras y fusiles, coches y tanques blindados), decantando a favor del Ejército Rojo los combates en el Don. En diciembre logró cruzar el Don y el 7 de enero capturaba Novocherkask, la capital de la República del Don. A partir de ese momento, la unidad comandada por Dumenko pasó a formar parte del 2.º Ejército de Caballería de Filip Mirónov. Respecto a Dumenko, el jefe del estado mayor del Ejército del Don, Anatoli Kelchevski, alabó su talento innato y su innovación táctica en el combate ecuestre.
Dumenko, abnegado en la lucha por el poder soviético y organizador de la caballería basada en los cosacos pobres y los campesinos "forasteros", estimaba negativamente la política de Lev Trotski y del mando militar por la implantación en el Ejército Rojo del duro control de los comisarios sobre los comandantes, pues en su opinión debería controlarse sólo a los antiguos oficiales del Ejército Imperial Ruso. Criticó en varias ocasiones a aquellos comisarios que sólo estaban en la retaguardia y escribían las órdenes, exigiendo su presencia en el combate.
A pesar de que en enero de 1920 Dumenko ingresó en el Partido Comunista de Rusia (bolchevique), la sección política del Cuerpo de Ejército y los órganos polìticos superiores le acusaban de estimular los ánimos antibolcheviques y antisemitas entre los jinetes, obstaculizando el trabajo de los comisarios políticos, combatiendo insuficientemente los saqueos y las borracheras entre los soldados del Ejército Rojo. Para controlar el serio conflicto entre Dumenko y los órganos políticos, en diciembre de 1919 fue enviado al Cuerpo Combinado de Caballería un nuevo comisario militar, V. N. Mikeladze, asesinado en febrero de 1920 en oscuras circunstancias. Nunca se encontró el asesino, pero Dumenko y seis de sus ayudantes más cercanos fueron arrestados acusados del asesinato del comisario militar y de conspiración para una rebelión. La fuente básica de la acusación era el jefe de una de las brigadas, Dmitri Zhloba y los comisarios Gueorgui Peskariov y Kravtsov.
Según varias fuentes, el origen del conflicto se hallaba entre las facciones promovidas por Stalin (entre los que figuraba el komkor Dumenko) y las promovidas por Trotski, como Tujachevski. Así, tras su acusación, le fueron retirados todos los rangos y condecoraciones y fue sentenciado a fusilamiento junto a Abrámov, Kolpakov (primo de Dumenko), Vlejert y Nósov (no fue fusilado), acusados de conspirar contra los órganos políticos bolcheviques y propagar el antisemitismo. Fue fusilado el 11 o 13 de mayo de 1920.
Fue rehabilitado en agosto de 1964.

## Condecoraciones
- Orden de San Jorge
- Comandante honorario
- Orden de la Bandera Roja
- Sable honorario
- Dos Relojes honorarios
- Agradecimiento del presidente del Consejo de Comisarios del Pueblo

## Homenaje
En homenaje a Dumenko hay calles con su nombre en Rostov del Don, Krasnodar, Novocherkask y Volgodonsk.